# Apóstoles
Apóstoles è una città, capoluogo dell'omonimo dipartimento della provincia di Misiones, in Argentina. Si trova a 60 km di distanza dal capoluogo provinciale Posadas.

## Geografia fisica
La città è situata nella parte sud-orientale della provincia di Misiones, in una zona di dolci alture quasi priva di foreste.

## Popolazione
Al censimento del 2010 la città contava una popolazione di 25 595 abitanti, dei quali 14495 di sesso maschile e 15100 di sesso femminile.

## Storia
La storia della città ha inizio nel 1633, con la fondazione della riduzione gesuita di Natividad da parte dei gesuiti Diego de Alfaro e Pedro Álvarez; la missione originaria era ubicata sul fiume Ararica, nel territorio dell'attuale Rio Grande do Sul. Le continue incursioni dei bandeirantes alla ricerca di schiavi di facile reperibilità costrinsero però nel 1637 i fondatori a spostare la riduzione ad ovest del fiume Uruguay, a poca distanza da San Javier. Due anni dopo, i bandeirantes arrivarono sulla sponda sinistra del fiume, distruggendo la missione di Apóstoles de Caázapaguazú; il fatto scatenò una serie di eventi che portarono alla fine dello stesso anno alla morte di Diego de Alfaro, che aveva preso il comando delle truppe organizzate di indigeni guaraní.
Il missionario belga Nicolas Du Toit, che aveva sostituito qualche anno dopo Pedro Álvarez alla guida della riduzione, ne cambiò il nome prima in Príncipe de los Apóstoles e, nel 1644, in Santos Apóstoles Pedro y Pablo, trasferendone a più riprese la popolazione. Nel 1652 la missione fu spostata nell'attuale ubicazione della città di Apóstoles.
Dopo l'espulsione dei gesuiti, avvenuta a seguito della Prammatica Sanzione del 1767, la missione fu affidata ai mercedari, ma la sua produttività decadde e la popolazione indigena diminuì. Nel 1817, nell'ambito del conflitto derivato dall'invasione luso-brasiliana della vicina Provincia Orientale, la riduzione fu invasa e saccheggiata da Francisco das Chagas Santos; il 2 luglio dello stesso anno vi fu combattuta la battaglia di Apóstoles, nella quale il caudillo indigeno Andrés Guazurary sconfisse lo stesso Chagas.
Nel 1897 giunsero nella località i primi immigrati, provenienti da Polonia, Ucraina e Italia; nel 1913 fu istituito ufficialmente il municipio di Apóstoles.

## Economia
L'attività economica più importante di Apóstoles è incentrata sulla coltivazione e la commercializzazione dell'erba mate; la città è sede della Fiesta Nacional de la Yerba Mate, un appuntamento annuale che celebra la più diffusa bevanda argentina.
Altre attività rilevanti sono la coltivazione del riso e del tè, l'allevamento e la lavorazione del legno.